# Marathon Oil
La Marathon Oil Corporation è una società internazionale attiva nel campo del petrolio e del gas naturale, con sede a Houston (Texas). La società fu fondata nel 1887 e le sue principali filiali sono situate negli Stati Uniti, in Norvegia, in Guinea Equatoriale, in Angola e in Canada.